# William Douglas Hamilton

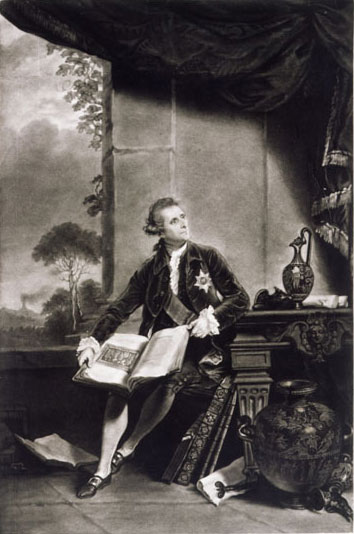
William Douglas Hamilton

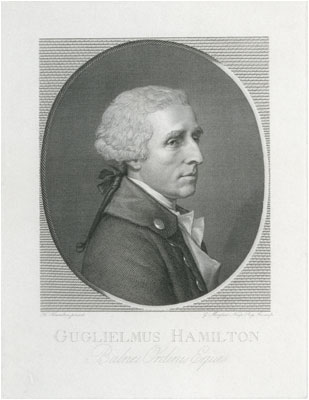
William Douglas Hamilton

William Douglas Hamilton (ur. 12 stycznia 1730, zm. 6 kwietnia 1803) – brytyjski dyplomata i archeolog, znawca sztuki starożytnej. Laureat Medalu Copleya.

## Życiorys
Jego ojcem był lord Archibald Hamilton, gubernator Jamajki.
W 1747 Hamilton wstąpił do armii, lecz opuścił ją w 1758, po ślubie z Catherine Barlow (zm. 1782), córką posła brytyjskiego parlamentu Hugh Barlowa. Małżeństwo było jednak bezdzietne.
W latach 1764–1800 był brytyjskim ambasadorem w Królestwie Neapolu. Hamilton był prekursorem badań archeologicznych w starożytnym mieście Pompeje. Dużą część swych ogromnych zbiorów sprzedał Muzeum Brytyjskiemu w 1772. Mniejsza została przywieziona do Anglii na pokładzie HMS Colossus w 1798.
W zamian za pomoc w uregulowaniu długów, siostrzeniec Hamiltona Charles Francis Greville (1749-1809), poseł parlamentu z okręgu Warwick, przysłał wujowi w 1786 wspaniałą i piękną tancerkę. Była nią Emma Lyon, znana światu do dziś jako Emma, lady Hamilton (1765– 1815). Jej taniec podziwiało wielu gości Hamiltona, w tym między innymi Goethe.
Hamilton zdecydował się ją poślubić w 1791. Emma, pomimo małżeństwa, utrzymywała bliskie relacje z innymi mężczyznami. Jej kochankiem został gość Hamiltonów Horatio Nelson, późniejszy bohater spod Trafalgaru i ojciec jej córki Horatii Nelson.
Królowa Neapolu – Maria Karolina Habsburg była bliską przyjaciółką Hamiltona, który miał na nią ogromny wpływ, podobnie jak przyjaciel Hamiltona John Acton, 6. baronet Acton, Anglik z pochodzenia i szef floty neapolitańskiej. Dzięki jego poparciu utworzyła ona w 1798 armię neapolitańską i sycylijską, na której czele wystąpiła przeciw rewolucyjnej Francji.